# 龍谷大学吹奏楽部
龍谷大学吹奏楽部（りゅうこくだいがくすいそうがくぶ、Ryukoku University Symphonic Band）は、日本のアマチュア吹奏楽団。龍谷大学に属する吹奏楽クラブである。2023年時点で全日本吹奏楽コンクールに通算24回出場している（金賞14回、銀賞10回）。

## 歴史
- 1968年 創部
- 1986年 全日本吹奏楽コンクール初出場（指揮・佐渡裕）
- 1992年 全日本吹奏楽コンクール初の金賞受賞（指揮・若林義人）
- 1998年-2000年 全日本吹奏楽コンクール3年連続出場
- 2002年-2004年 全日本吹奏楽コンクール3年連続金賞受賞
- 2017年 スイス・チューリッヒ World Youth Music Festival（WJMF）出場 トップクラス部門第1位受賞[1]
- 2018年 全日本アンサンブルコンテスト[2]4年連続金賞受賞・創部50周年を記念し、九州で6都市7公演を開催（玉名市・熊本市・鹿児島市・長崎市・津久見市・飯塚市）
- 2019年 全日本吹奏楽コンクールに3年ぶり21回目の出場、11回目の金賞受賞

## 全日本吹奏楽コンクールの成績
※大会規定により1994年、2016年以降は関西支部の全国代表枠が「1」 それ以外の年は「2」
| 年   | 回 | 指揮者              | 課題曲                                                            | 自由曲 | 賞                       | 全国大会出場校 （関西支部）       |
| ---- | -- | ------------------- | ----------------------------------------------------------------- | --- | ------------------------ | --------------------------------- |
| 1984 | 32 | 中谷満              | D:マーチ・オーパス・ワン 浦田健次郎                               | バレエ音楽「ロメオとジュリエット」 プロコフィエフ                                                                | 関西大会:銀              | 関西大学 関西学院大学             |
| 1985 | 33 | 不出場              | 不出場                                                            | 不出場 | 不出場                   | 近畿大学 関西学院大学             |
| 1986 | 34 | 佐渡裕              | D:コンサート・マーチ「テイク・オフ」 建部知弘                     | 組曲「ハーリ・ヤーノシュ」 コダーイ／上埜孝編                                                                    | 銀                       | 龍谷大学 近畿大学                 |
| 1987 | 35 | 花石眞人            | E:マーチ「ハロー！サンシャイン」 松尾善雄                         | バレエ組曲「火の鳥」より 魔王カスチェイら一党の凶悪な踊り、終曲 ストラヴィンスキー／上埜孝編                     | 銀                       | 近畿大学 関西大学                 |
| 1988 | 36 | 若林義人            | D:カーニバルのマーチ 杉本幸一                                     | シンフォニア・フェスティーヴァ ラニング                                                                          | 関西大会:金 (代表ならず) | 関西大学 関西学院大学             |
| 1990 | 38 | 若林義人            | D:行進曲「マリーン・シティ」 野村正憲                             | 交響詩「ローマの祭り」より I.チルチェンセス IV.主顕祭 レスピーギ／上埜孝編                                       | 関西大会:金 (代表ならず) | 近畿大学 関西学院大学             |
| 1991 | 39 | 若林義人            | C:ロックン・マーチ 藤掛廣幸                                       | バレエ音楽「ロメオとジュリエット」より モンタギュー家とキャピュレット家、タイボルトの死 プロコフィエフ／上埜孝編 | 関西大会:金 (代表ならず) | 近畿大学 関西学院大学             |
| 1992 | 40 | 若林義人            | C:吹奏楽のための「クロス・バイ・マーチ」 三善晃                   | 組曲「仮面舞踏会」より I.ワルツ IV.ロマンス V.ギャロップ ハチャトゥリアン／上埜孝編                              | 金                       | 龍谷大学 近畿大学                 |
| 1993 | 41 | 若林義人            | B:スター・パズル・マーチ 小長谷宗一                               | 交響詩「海」より 第3楽章 風と海との対話 ドビュッシー／上埜孝編                                                   | 銀                       | 龍谷大学 近畿大学                 |
| 1994 | 42 | 若林義人            | C:饗応夫人 太宰治作「饗応夫人」のための音楽 田村文生              | 歌劇「コラ・ブルニョン」より 序曲 カバレフスキー                                                                 | 関西大会:金 (代表ならず) | 関西学院大学                      |
| 1995 | 43 | 若林義人            | A:行進曲「ラメセスII世」 阿部勇一                                 | シンフォニエッタより III.IV. ヤナーチェク／上埜孝編                                                              | 金                       | 龍谷大学 近畿大学                 |
| 1996 | 44 | 若林義人            | V:交響的譚詩 ～吹奏楽のための 露木正登                            | スペイン狂詩曲より IV.祭り ラヴェル／八田泰一編                                                                  | 銀                       | 龍谷大学 近畿大学                 |
| 1997 | 45 | 若林義人            | Ⅲ:五月の風 真島俊夫                                               | 楽劇「サロメ」より ７つのヴェールの踊り R.シュトラウス／M.ハインズレー編                                         | 関西大会:金 (代表ならず) | 近畿大学 関西学院大学             |
| 1998 | 46 | 若林義人            | Ⅲ:アルビレオ 保科洋                                               | 夜想曲より 第2楽章 祭り ドビュッシー／建部知弘編                                                                 | 銀                       | 龍谷大学 関西大学                 |
| 1999 | 47 | 若林義人            | Ⅱ:レイディアント・マーチ 今井聡                                   | エル・サロン・メヒコ コープランド／ハインズレー編                                                                | 銀                       | 龍谷大学 近畿大学                 |
| 2000 | 48 | 若林義人            | Ⅲ:胎動の時代－吹奏楽のために 池辺晋一郎                           | 組曲「惑星」より 木星 ホルスト／建部知弘編                                                                       | 銀                       | 龍谷大学 近畿大学                 |
| 2001 | 49 | 3出制度により不出場 | 3出制度により不出場                                               | 3出制度により不出場                                                                                              | 3出制度により不出場      | 近畿大学 関西大学                 |
| 2002 | 50 | 若林義人            | Ⅰ:吹奏楽のためのラメント 高昌帥                                   | 三角の山 酒井格                                                                                                  | 金                       | 龍谷大学 関西学院大学             |
| 2003 | 51 | 若林義人            | V:マーチ「列車で行こう」 川村昌樹                                 | 森の贈り物 酒井格                                                                                                | 金                       | 龍谷大学 近畿大学                 |
| 2004 | 52 | 若林義人            | V:サード 田渕浩二                                                 | 七五三 酒井格 | 金                       | 龍谷大学 立命館大学               |
| 2005 | 53 | 3出制度により不出場 | 3出制度により不出場                                               | 3出制度により不出場                                                                                              | 3出制度により不出場      | 近畿大学 立命館大学               |
| 2006 | 54 | 若林義人            | V:風の密度 金井勇                                                 | 波の通り道 酒井格                                                                                                | 金                       | 龍谷大学 立命館大学               |
| 2007 | 55 | 若林義人            | V:ナジム・アラビー 松尾善雄                                       | また一緒 酒井格                                                                                                  | 銀                       | 龍谷大学 近畿大学                 |
| 2008 | 56 | 若林義人            | V:火の断章 井澗昌樹                                               | 藍色の谷 酒井格                                                                                                  | 金                       | 龍谷大学 近畿大学                 |
| 2009 | 57 | 3出制度により不出場 | 3出制度により不出場                                               | 3出制度により不出場                                                                                              | 3出制度により不出場      | 近畿大学 立命館大学               |
| 2010 | 58 | 若林義人            | Ⅲ:吹奏楽のための民謡「うちなーのてぃだ」 長野雄行                 | てぃーだ 酒井格                                                                                                  | 金                       | 龍谷大学 立命館大学               |
| 2011 | 59 | 若林義人            | Ⅲ:シャコンヌS 新実徳英                                            | 大仏と鹿 酒井格                                                                                                  | 銀                       | 龍谷大学 近畿大学                 |
| 2012 | 60 | 若林義人            | Ⅰ:さくらのうた 福田洋介                                           | ハンガリー狂詩曲第2番 リスト／井澗昌樹編                                                                         | 銀                       | 龍谷大学 近畿大学                 |
| 2013 | 61 | 3出制度により不出場 | 3出制度により不出場                                               | 3出制度により不出場                                                                                              | 3出制度により不出場      | 近畿大学 関西学院大学             |
| 2014 | 62 | 若林義人            | Ⅳ:コンサートマーチ「青葉の街で」 小林武夫                         | 交響曲第5番 より IV. ショスタコーヴィチ／上埜孝編                                                                | 銀                       | 龍谷大学 近畿大学                 |
| 2015 | 63 | 若林義人            | Ⅲ:秘儀Ⅲ -旋回舞踊のためのヘテロフォニー 西村朗                    | 中国の不思議な役人 バルトーク／上埜孝編                                                                          | 金                       | 龍谷大学 近畿大学                 |
| 2016 | 64 | 若林義人            | Ⅲ:ある英雄の記憶～「虹の国と氷の国」より 西村友                   | バレエ組曲「火の鳥」より I.ストラヴィンスキー／デューカー編                                                      | 金                       | 龍谷大学                          |
| 2017 | 65 | 若林義人            | Ⅲ:インテルメッツォ 保科洋                                         | バレエ音楽「ダフニスとクロエ」第2組曲より 夜明け、全員の踊り ラヴェル／上埜孝編                                  | 関西大会:金 (代表ならず) | 近畿大学                          |
| 2018 | 66 | 若林義人            | III:吹奏楽のための「ワルツ」 高昌帥                               | スペイン狂詩曲 より Ⅳ.祭り ラヴェル／中村匡寿編                                                                  | 関西大会:金 (代表ならず) | 近畿大学                          |
| 2019 | 67 | 若林義人            | Ⅴ:ビスマス・サイケデリアI 日景貴文                                | ブリュッセル・レクイエム B.アッペルモント                                                                        | 金                       | 龍谷大学                          |
| 2021 | 69 | 若林義人            | Ⅴ:吹奏楽のための「幻想曲」－アルノルト・シェーンベルク讃 尾方凜斗 | ブリュッセル・レクイエム B.アッペルモント                                                                        | 金                       | 龍谷大学                          |
| 2022 | 70 | 若林義人            | Ⅴ:憂いの記憶－吹奏楽のための 前川保                               | アスファルト・カクテル J.マッキー                                                                                | 金                       | 龍谷大学                          |
| 2023 | 71 | 若林義人            | Ⅲ:レトロ 天野正道                                                 | レッドライン・タンゴ J.マッキー                                                                                  | 金                       | 龍谷大学 立命館大学応援団吹奏楽部 |

## 全日本アンサンブルコンテストの成績
| 年   | 回 | 編成               | 曲目/作曲                                                             | 賞 |
| ---- | -- | ------------------ | --------------------------------------------------------------------- | -- |
| 2008 | 31 | 木管三重奏         | テルツェット（A.ルムラン）                                            | 金 |
| 2009 | 32 | 木管三重奏         | 詩曲Ⅱ（井澗昌樹）                                                     | 金 |
| 2011 | 34 | トロンボーン八重奏 | 恋人は私の妻になるだろう（H.L.ハスラー／S.フランク編）                | 銀 |
| 2012 | 35 | クラリネット八重奏 | 「ラ・セーヌ」より I.ポン・ヌフ III.アレクサンドル三世橋（真島俊夫）  | 銀 |
| 2013 | 36 | クラリネット四重奏 | 「ソナタト短調」より（T.アルビノーニ／J.ティルド編）                  | 銀 |
| 2015 | 38 | サクソフォン四重奏 | サクソフォン四重奏曲より 第4楽章（A.ベルノー）                        | 金 |
| 2016 | 39 | 金管八重奏         | 「高貴なる葡萄酒を讃えて」より V.（G.リチャーズ）                     | 金 |
| 2017 | 40 | クラリネット四重奏 | オーディションのための6つの小品（J.Mドゥファイ）                      | 金 |
| 2018 | 41 | クラリネット四重奏 | 「サラトガトレイルズ」より Ⅰ.レッドウッズトレイル（R.ドュビュニョン） | 金 |
| 2019 | 42 | クラリネット四重奏 | プレリュードとファンク（コネソン）                                    | 金 |

## 公演・出演
- サマーコンサート‐毎年6月下旬または7月上旬頃、八幡市文化センター 大ホール（2018年は滋賀県立芸術劇場 琵琶湖大ホール）で開催
- 定期演奏会‐毎年12月頃、滋賀県立芸術劇場 琵琶湖大ホールまたはザ・シンフォニーホール（大阪）で開催（日程を分けて両会場開催の場合もあり）
- ジョイントコンサート‐過去の共演団体:駒澤大学吹奏楽部[3]、近畿大学吹奏楽部、合同ジョイントなど
- 21世紀の吹奏楽“響宴”-過去5回出演（第4回、第7回、第10回、第13回、第16回）
- その他-地方公演、入学・卒業式、ミニコンサート、依頼演奏など[4]

## CD／DVD／BD
2008年から、株式会社 CAFUAレコード よりライブ収録でCDを販売（『藍色の谷』のみ事前収録）。CDと同様に株式会社 日本パルス よりDVD／BDを販売。
2017年から、CDは株式会社 ウィンズスコア より販売。
2018年には創部50周年を記念し、ブレーン株式会社より8枚組のCDアルバムを数量限定販売。
| タイトル                                   | 回/日程          |
| ------------------------------------------ | ---------------- |
| 藍色の谷                                   | '08 12/7、8      |
| 交響曲第5番「革命」より                    | 第36回 '09 12/23 |
| ティンパニ協奏曲                           | 第37回 '10 12/25 |
| 交響詩「ローマの松」                       | 第38回 '11 12/23 |
| 組曲「ハーリ・ヤーノシュ」                 | 第39回 '12 12/24 |
| 交響詩「ローマの祭り」                     | 第40回 '13 12/21 |
| 吹奏楽のためのラプソディ                   | 第41回 '14 12/23 |
| 宇宙の音楽                                 | 第42回 '15 12/12 |
| ジェミニ コンチェルト                      | 第43回 '16 12/3  |
| カルミナ・ブラーナ                         | 第44回 '17 12/10 |
| 龍谷大学吹奏楽部 創部50周年記念CD（8枚組） |                  |
| バレエ音楽「三角帽子」                     | 第45回 '18 12/25 |
| 歌劇「リエンツィ」序曲                     | 第46回 '19 12/26 |